# 蒙福尔 (大西洋比利牛斯省)
蒙福尔（法語：Montfort，法語發音：[mɔ̃fɔʁ] ⓘ）是法国大西洋比利牛斯省的一个市镇，属于奥洛龙-圣玛丽区。

## 地理
蒙福尔（43°22'5"N, 0°50'47"W）面积8.64 平方千米，位于法国新阿基坦大区大西洋比利牛斯省，该省份为法国东南部省份，涵盖了贝阿恩与北巴斯克，西临大西洋比斯開灣，北至朗德省，东北接热尔省，东临上比利牛斯省，南与西班牙接壤。
与蒙福尔接壤的市镇（或旧市镇、城区）包括：阿罗瑞宗、巴罗特-卡米、热斯塔、拉斯、纳尔普、里沃欧特、圣格拉迪-阿里沃-米南、塔巴耶-于斯坎。

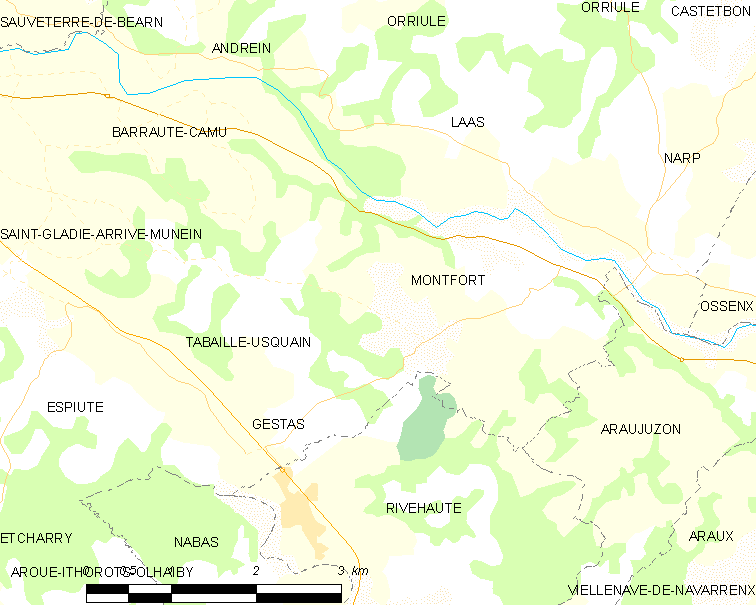
的OSM定位图

蒙福尔的时区为UTC+01:00、UTC+02:00（夏令时）。

## 行政
蒙福尔的邮政编码为64190，INSEE市镇编码为64403。

## 政治
蒙福尔所属的省级选区为奥尔泰兹-激流与盐之地县。

## 人口

1962-2008年间人口变化图示

蒙福尔于2022年1月1日时的人口数量为189人。